# Suhopolje
Suhopolje je općina u Hrvatskoj, u sastavu Virovitičko-podravske županije. Dan općine je 15. kolovoza, blagdan Velike Gospe.

## Zemljopis
Općina Suhopolje je u središnjem dijelu Virovitičko-podravske županije. Sa sjevera graniči s Općinom Gradina, sa zapada Gradom Virovitica, s istoka Općinom Sopje i Gradom Slatina, s jugoistoka Općinom Voćin, a s jugozapada Općinom Đulovac koja se nalazi u Bjelovarsko-bilogorskoj županiji.
U odnosu na prostor Virovitičko-podravske županije Općina Suhopolje zauzima centralni položaj prostirući se nizinskim predjelima južno od rijeke Drave, sjevernim obroncima Bilogore, a neposredno uz državnu cestu D2 Osijek-Varaždin. Reljef u bilogorskom dijelu je blago brdovit i stepenastog karaktera. Najviši dijelovi općine su u Bilogori gdje pojedina uzvišenja dosežu visinu do 250 m n.v., a najniži prema rijeci Dravi nisu viši od 110 m.n.v. i predstavljaju tipičan ravničarski kraj.

## Stanovništvo
Općina ima 7925 stanovnika u ukupno 23 naselja.
| broj stanovnika | 5261  | 6900  | 7586  | 9123  | 9180  | 10036 | 10292 | 12326 | 13873 | 14019 | 13541 | 12168 | 9968  | 8962  | 7524  | 6683  | 5267  |
|                 | 1857. | 1869. | 1880. | 1890. | 1900. | 1910. | 1921. | 1931. | 1948. | 1953. | 1961. | 1971. | 1981. | 1991. | 2001. | 2011. | 2021. |

| broj stanovnika | 1238  | 1670  | 2138  | 2427  | 2356  | 2301  | 2240  | 2332  | 3017  | 3025  | 3264  | 3322  | 3141  | 3140  | 2865  | 2696  | 2237  |
|                 | 1857. | 1869. | 1880. | 1890. | 1900. | 1910. | 1921. | 1931. | 1948. | 1953. | 1961. | 1971. | 1981. | 1991. | 2001. | 2011. | 2021. |

## Spomenici i znamenitosti
Crkva sv. Terezije Avilske
Župna crkva Sv. Terezije izgrađena je u klasicističkom stilu od 1807.g. do 1816.g., a posvećena je 1821.g. Odluku o gradnji župne crkve donio je vlasnik posjeda Terezovac grof Ivan Nepomuk Janković sa svojom suprugom groficom Terezijom Janković. Grofici u čast župna je crkva posvećena sv. Tereziji Avilskoj. Crkva je klasicistička građevina s četverokutnim svetištem i kružnim brodom nadsvođenim kupolom. Uz kružni brod su dva pobočna zvonika u čijem su prizemlju dvije kapelice. Uz glavno pročelje je portik sa stupovima. Timpanon i krov nose četiri dorska stupa. Crkva je izgrađena od opeke. Konstrukcija kupole sastoji se iz dva dijela: vanjskog i unutarnjeg. Sva je građena od drveta. Kupola nad svetištem je od opeke. 
Inventar crkve sv. Terezije
Inventar župne crkve sv. Terezije Avilske u Suhopolju datira iz vremena izgradnje crkve s početka 19. st., te nosi stilske karakteristike klasicizma. Inventar čine sljedeći predmeti: glavni oltar sv. Terezije s oltarnom palom, krstionica, dva drvena postamenta, šest svijećnjaka, dvije kanonske ploče, oltarna pregrada, propovjedaonica, oratorij, orgulje, slika „Pieta“, slika „Sv. Trojstvo“. 
Dvorac Jankovića u Suhopolju
Kompleks dvorca nalazi se u središtu Suhopolja. Okružen je parkom. Kompleks obuhvaća jednokatnu središnju zgradu dvorca i dva prizemna krila istočno i zapadno od nje, urušenu kapelicu u dnu parka, bivšu ledenicu i preostali park. Središnja i dvije bočne zgrade zatvaraju izduženi pravokutni plato – unutrašnje dvorište. U sredini dvorišta je velika okrugla fontana. Središnja jednokatna zgrada ima oblik kvadra na koji su naknadno dograđivani sa sjeveroistoka rizalitni segment, sa sjeverozapadne strane terasa, sa zapadne, bočne strane slikoviti i naglašeni ulazni paviljon te s dvorišne, južne strane također ulazni paviljon od drva. Objekt sjedinjuje zajedničko složeno drveno krovište. 

## Obrazovanje
- Osnovna škola Suhopolje izgrađena je 1973. godine. Godine 2004. godine postala je Eko škola.

- Dječji vrtić Suhopolje

- "Zabavište u Suhopolju" osnovano je 1904. godine. Novac je darovala Katarina Csasni, a grof Elemir pl. Janković je u dogovoru s mještanima odlučio da se od tog novca podigne zabavište. Zgrada je u vrlo kratkom roku podignuta, a na ulaz je postavljen natpis "Zaklada Katarine Csasni". Zabavištem su od osnutka rukovodile sestre svetog Križa sve do 1944. godine. Dječji vrtić u dvorcu ponovno je otvoren 3. svibnja 1964., dok se u zgradi vrtića nalazila škola. Vrtić djeluje u sastavu škole. 1973. godine nakon što je sagrađena nova zgrada škole, vrtić se vraća su svoju prvobitnu zgradu u kojoj djeluje i danas. Vrtić se osamostaljuje 1997. godine kada ima 63 djece.

## Udruge
- Likovni klub Paleta Suhopolje ima tridesetak članova, među kojima su slikari, fotografi, keramičari. Svake godine se održava Likovna kolonija te tematske i netematske izložbe tokom godine. Predsjednica kluba je Tugomila Reder.

- Kulturno-umjetnička udruga Suhopolje (KUUS) osnovana je 6. ožujka 2008. u okviru koje djeluju folklorna, tamburaška, etno, animatorska, informatička, ritmika i dramsko-foto-filmska sekcija. Ima stotinjak članova.

- Na području Općine Suhopolje djeluju 2 Dobrovoljna vatrogasna društva DVD Borova i DVD Suhopolje kao središnja postrojba. DVD Suhopolje je osnovano 1876 godine, a trenutno ima 125 članica i članova. Ima 25 operativnih vatrogasaca te 11 djece i mladeži. Izlazi na sve vrste intervencija (požarne, prometne, tehničke i dr.) na području Općine Suhopolje.Posjeduje 4 vatrogasna vozila od toga 2 za gašenje i spašavanje te 2 kombi vozila. U Suhopolju je zaposlen i jedan profesionalni vatrogasac koji je ujedno i zapovjednik društva. Predsjednik je Ivan Dumenčić dok je zapovjednik Igor Gotal.[4] Godišnje imaju 50-ak raznih intervencija.

## Šport
- HNK Suhopolje
- Karate klub "Mladost" iz Suhopolja postoji od 1996. god. Kroz klub je prošlo 200-tinjak članova od kojih su danas mnogi završili fakultete i uz pomoć karatea postali korisni i uspješni članovi ovog društva. Klub je 2005. sudjelovao na 3 međunarodna turnira i osvojio 11 medalja u sva tri sjaja. Od početka aktivnog sudjelovanja na natjecanjima klub broji preko 100 medalja, također u sve 3 boje. Predsjednik kluba je Marijan Oklopčić.

## Vanjske poveznice
- Službene stranice Općine Suhopolje
- Suhopolje Facebook stranica